# Institut Torchwood
Institiut Torchwood (eng. The Torchwood Institute, često samo Torchwood) je fiktivna tajna organizacija iz britanske znanstvenofantastične televizijske serije Doctor Who i njezine spin-off serije Torchwood. Institut je 1879. ustanovila kraljica Viktorija nakon događaja u epizodi Doctora Whoa "Zub i kandža". Glavni zadatak instituta je da štiti Zemlju od natprirodnih i izvanzemaljskih prijetnji. U epizodi "Vojska duhova" otkriveno je kako Institut koristi svoje resurse kako bi povratio Britansko Carstvo na svoju nekadašnju slavu. Kako bi to postigao, Torchwood 1, kojeg predvodi Yvonne Hartmann, pod motom: "Ako je izvanzemaljsko, naše je", počinje rušiti izvanzemaljske letjelice i iskorištavati njihovu tehnologiju. Izrazito nacionalistički stav instituta uključuje i odbijanje metričkog sustava.
Iako je opisano kako je Torchwood "izvan okvira UN-a", Institut ipak do neke mjere surađuje s UNIT-om, premijerom Velike Britanije, iako Harriet Jones navodi kako premijer obično ne zna za postojanje Instituta. Osobe koje dolaze u kontakt s Тorchwoodom prije svega smatraju da je to tim specijalaca. Iluzija se održava uporabom lažnih svjedoka, zatvaranjem novinara koji su blizu istini u psihijatrijske bolnice, i kroz korištenje psihotropnih lijekova koji mijenjaju sjećanja (Retcon). Nakon bitke Canary Wharfa koja je dovela do uništenja Тorchwooda jedan, Jack Harkness ponovno izgrađuje Torchwood 3, te reformira Institut u Doktorovo ime.

## Fikcijska povijest

### 19. stoljeće
Institut je osnovala Kraljica Victoria 31. prosinca 1879. godine, nakon događaja u epizodi Zub i kandža. Kraljica Viktorija (Pauline Collins) odsjeda u Torchwoodskoj kući u Škotskoj, djelu imanja Sira Roberta MacLeisha. Ondje ju napada vukodlak, kojeg Doktor uspješno pobjeđuje, no ne prije no što kraljica biva ugrižena.
Nakon što je otkrila da "Velika Britanija ima neprijatelje izvan mašte", Victoria odlučuje osnovati Institut Torchwood. Doktora proglašava neprijateljem krune, te naglašava kako će Torchwood biti spreman ako se Doktor vrati. Godine 1882., Victoria proširuje ulogu Torchwooda, koja sad uključuje i stjecanje vanzemaljskih tehnologija, što dovodi do slogana Torchwooda 1.
Prije 1899.,  u Cardiffu je otkriven prostorno-vremenski procjep, te se iz tog razloga u Cardiffu stvara Torchwood 3. Te godine, torčvudski agenti Alice Guppy i Emily Holroyd regrutiraju Jacka kao slobodnog agenta Instituta. Prva mu je misija uključivala hvatanje inteligentne ribe napuhače; uspio je, no veoma ga je uznemirilo kad je Guppy smaknula biće pred njegovim očima. Nastavio je raditi za Torchwood većim dijelom protiv svoje volje, jer mu je proročica rekla kako će Doktora morati čekati još cijelo stoljeće, a morao je preživjeti. Nastavio je raditi za institut, iako ga je smetalo bešćutno zanemarivanje izvanzemaljskih bića.
Viktorija je također ustanovila Torchwood India kako bi skupljali sve izvanzemaljsko u Britanskoj Indiji.

### 20. stoljeće
Godine 1901., Alice Guppy i Charles Gaskell iskopali su buduću verziju Jacka Harknessa, kojeg je brat iz osvete zakopao u temelje Cardiffa 27.g. po. Kr. Jack je narodio agentima da ga zamrznu na 107 godina, kako bi izbjegao susrete sa samim sobom, i kako bi pobijedio svog brata.
Godine1918., članovi Torchwooda 3 istraživali su pojave duhova u kardifskoj bolnici. Zbog miješanja prošlosti i sadašnjosti, vidjeli su dijelove 2009. U to vrijeme u Torchwoodu je bilo zaposleno petoro ljudi, pod vodstvom Geralda Cartera.
1927., Jack Harkness je poslan u New York City kako bi prekinuo izvanzemaljsku spletku kojom bi Franklin Delano Roosevelt bio inficiran moždanim parazitom, što bi promijenilo tok povijesti. Uz pomoć svog ljubavnika Angela Colasanta, Jack uspijeva uništiti parazita.
Do 1953., londonski ogranak (Torchwood 1) bio je dovoljno utjecajan da ih se londonska policija bojala tijekom istraga izvanzemaljskog entiteta Struje.
Godine1965., vlada je zamolila petoricu visokih časnika, uključujući Jacka, da preda dvanaestoro djece izvanzemaljcima poznatima kao 456 na poklon, u zamjenu za lijek protiv španjolske gripe. Djeca su uzeta iz škotskog sirotišta, jer nikome ne bi nedostajala. 456 su uzeli jedanaestoro djece, no ostavili su Clementa McDonalda, koji je uspio pobjeći.
Pri kraju 1999., Jack postaje vođa Torchwooda 3, kad jedan od članova instituta, Alex Hopkins, ubija ostatak tima, i sebe, nakon što vidi budućnost uz pomoć izvanzemaljskog artefakta.

### 21. stoljeće
Tijekom sljedećih nekoliko godina, Jack ponovno izgrađuje institut, ograđuje se od ogranka u Londonu, te regrutira Suzie Costello, Toshiko Sato i Owena Harpera.
Izgradnja Cybermena u paralelnom svemiru i Bitka Canary Wharfa dovode do uništenja Torchwooda 1. Ianto Jones preživljava bitku, te ga Jack regrutira u svoj tim. Gwen Cooper slučajno naiđe na institut, te biva regrutirana nakon što Suzie izda ciljeve instituta, i ubije Jacka i sebe. Gwen otkriva kako je Jack besmrtan. Torchwood 4 je nestao prije Gwenine regrutacije.
U trećoj sezoni serije Torchwood, Institut biva uništen, te su za članovima instituta raspisane tjeralice, kako nitko ne bi mogao progovoriti o darivanju dvanaestoro djece 456. Na kraju sezone, jedini živi operativci instituta su Jack i Gwen, koja se zbog trudnoće povlači na osamljeno mjesto s mužem. Institut se tada raspušta.
Iako je institut prestao postojati, Rex Matheson, CIA-in agent, šalje Jacka i Gwen u Ameriku, gdje s njima i Esther Drummond formira savez kojem je svrha razotkriti događaje koji su doveli do besmrtnosti ljudske vrste.

### Budućnost
Institut postoji kao Torchwood Arhiva tijekom 42. stoljeća.
Velika Kobaltna Piramida izdrađena je na ruševinama Instituta Torchwood.

## Ogranci Torchwooda
- Torchwood 1, središte operacija je Canary Wharf, uništen u bitci s Cybermenima, i napušten. Posljednji vođa bila je Yvonne Hartman. Ima baze i posjede po cijelom Londonu.

- Torchwood 2, nalazi se u Glasgowu i vodi ga "veoma čudan čovjek" imena Archie.[9] Zatvoren prije ljeta 2009. godine.[13]

- Torchwood 3, u Cardiffu, izgrađen iznad prostorvremenskog procjepa.[9] Vodi ga kapetan Jack Harkness od 2000.[3] Sjedište je 2009. godine uništeno prema zapovijedima britanske vlade.[1] Nakon poraza 456,[14] Torchwood 3 više ne postoji, iako Gwen i Jack još aktivno djeluju.[15]

- Torchwood 4, izgubljen, ali, po Jackovim riječima, "Jednom ćemo ga naći".[9]

- Torchwood India, sjedište u Delhiju. Sakuplja izvanzemaljsku tehnologiju Britanske Indije. Jack ga je zatvorio 1924. godine.